# Emblema de Tiberíades
El emblema de Tiberíades (en hebreo: סמל טבריה‎, Semel Tverya) es el emblema municipal de la ciudad de Tiberíades, el municipio principal a orillas del mar de Galilea, al norte de Israel.

## Historia
Hasta 1957, la municipalidad de Tiberíades usaba un escudo que era una modificación realizada en 1950 del sello municipal de la ciudad bajo el Mandato británico, adoptado en 1930. Dicho sello constaba de la imagen del mar de Galilea con las dos embocaduras del río Jordán, rodeado de una banda con la inscripción Municipalidad de Tiberíades en inglés, hebreo y árabe.
A principios de 1957, el Ayuntamiento de la ciudad sacó a concurso público el nuevo diseño del emblema municipal. La propuesta ganadora, titulada «La belleza de una ciudad» y diseñada por Guideón Keich de Kefar Guiladí, fue anunciada el 19 de diciembre de 1957, siendo adoptada oficialmente el 30 de octubre de 1958 tras su inclusión en el boletín oficial (Reshumot) de emblemas de Israel.

## Diseño
El emblema tiene la forma de un blasón francés ligeramente inclinado hacia atrás, con lo que la parte inferior queda algo más ancha que la superior. En su interior una muralla y detrás de ella unos edificios modernos, representando el contraste entre la ciudad antigua de Tiberíades y la ciudad moderna. En la versión oficial del escudo aparecen dos edificios, pero en la versión más común, usada también por el Ayuntamiento, son tres los edificios que representan la ciudad moderna, expresando una actualidad basada en décadas de desarrollo desde la adopción del emblema original. Por su parte, la muralla de la imagen representa la antigua ciudadela de la ciudad con su torre inclinada (aunque esta no se ve en la imagen).
Encima de la muralla destacan tres palmeras altas, y debajo de ella las olas del mar de Galilea. En un espacio arqueado dentro de la muralla, una fuente representa los emblemáticos baños termales de la ciudad de Tiberíades. En la parte inferior del blasón, pero aún en su interior, aparece el nombre hebreo de la ciudad, טבריה (Tverya).
La forma relativamente flexible del blasón se debe a que los emblemas municipales de Israel por norma general no son de hecho escudos de armas en el sentido estricto de la palabra (salvando el escudo de Haifa), por lo que su diseño no corresponde necesariamente a normas heráldicas.